# Rajd Faraonów 2009
Rajd Faraonów 2009 (ang. Pharaons Rally 2009) – 12. edycja Rajdu Faraonów (licząc od 1998 roku), która odbyła się w dniach 4–11 października 2009. Trasa podzielona była na 7 etapów. Rajd był piątą i przedostatnią rundą eliminacji Mistrzostw Świata w Rajdach Terenowych 2009 organizacji FIM. W rajdzie wystartowało 74 motocyklistów oraz 29 załóg samochodowych.

## Rezultaty

### Etap 1:Kair−Baharija- 409 km (OS → 329 km)[3][4]

#### Motocykle
| Miejsce | Motocyklista       | Czas          |
| ------- | ------------------ | ------------- |
| 1       | Francisco Lopez    | 3:11:34 godz. |
| 2       | Alessandro Zanotti | +4:06 min.    |
| 3       | Luca Manca         | +7:39 min.    |
| ...     | ...                | ...           |
| 6       | Jakub Przygoński   | +14:13 min.   |
| 8       | Jacek Czachor      | +18:24 min.   |
| 15      | Marek Dąbrowski    | +43.56 min.   |

#### Samochody
| Miejsce | Kierowca / pilot               | Czas          |
| ------- | ------------------------------ | ------------- |
| 1       | Omar Hani Tamer el-Bahany      | 3:18:55 godz. |
| 2       | Roberto Tonetti Nikola Tonetti | +19:35 min.   |
| 3       | Jerome Pelichet Eugenie Decre  | +24:44 min.   |

### Etap 2:Baharija−Dakhla- 437 km (OS → 386 km)[5]

#### Motocykle
| Miejsce | Motocyklista     | Czas           |
| ------- | ---------------- | -------------- |
| 1       | Cyril Despres    | 3:52:28 godz.  |
| 2       | Francisco Lopez  | +12:55 min.    |
| 3       | Luca Manca       | +17:28 min.    |
| ...     | ...              | ...            |
| 4       | Jakub Przygoński | +18:26 min.    |
| 9       | Jacek Czachor    | +35:47 min.    |
| 14      | Marek Dąbrowski  | +1:04:36 godz. |

#### Samochody
| Miejsce | Kierowca / pilot               | Czas          |
| ------- | ------------------------------ | ------------- |
| 1       | Jerome Pelichet Eugenie Decre  | 4:24.25 godz. |
| 2       | Roberto Tonetti Nikola Tonetti | +2:10 min.    |
| 3       | Michel Visy Philippe Bourquin  | +27:18 min.   |

### Etap 3:Dakhla−Abu Mingar- 539 km (OS → 339 km)[6]

#### Motocykle
| Miejsce | Motocyklista     | Czas          |
| ------- | ---------------- | ------------- |
| 1       | Cyril Despres    | 3:46:16 godz. |
| 2       | Luca Manca       | +33 sek.      |
| 3       | Jakub Przygoński | +6:15 min.    |
| ...     | ...              | ...           |
| 9       | Jacek Czachor    | +17:38 min.   |
| 13      | Marek Dąbrowski  | +35:28 min.   |

#### Samochody
| Miejsce | Kierowca / pilot                 | Czas          |
| ------- | -------------------------------- | ------------- |
| 1       | Roberto Tonetti Nicola Tonetti   | 4:00:26 godz. |
| 2       | Dario De Lorenzo Aldo De Lorenzo | +10:07 min.   |
| 3       | Jerome Pelichet Eugenie Decre    | +36:04 min.   |

### Etap: 4Abu Mingar−Baharija- 431 km (OS → OS 229 km + 86 km)[7]

#### Motocykle
| Miejsce | Motocyklista     | Czas          |
| ------- | ---------------- | ------------- |
| 1       | Cyril Despres    | 2:14:19 godz. |
| 2       | Jakub Przygoński | +2 sek.       |
| 3       | Luca Manca       | +3 sek.       |
| ...     | ...              | ...           |
| 4       | Jacek Czachor    | +1:29 min.    |
| 10      | Marek Dąbrowski  | +14:25 min.   |

#### Samochody
| Miejsce | Kierowca / pilot                 | Czas          |
| ------- | -------------------------------- | ------------- |
| 1       | Jerome Pelichet Eugenie Decre    | 2:12:39 godz. |
| 2       | Roberto Tonetti Nicola Tonetti   | +4:44 min.    |
| 3       | Dario De Lorenzo Aldo De Lorenzo | +17:01 min.   |

### Etap: 5Baharija−Sitra- 387 km (OS → 381)[8]

#### Motocykle
| Miejsce | Motocyklista     | Czas |
| ------- | ---------------- | --- |
| 1       | Francisco Lopez  | 4:21:12 godz. |
| 2       | Luca Manca       | +7:02 min. |
| 3       | Ivan Boano       | +7:04 min. |
| ...     | ...              | ... |
| 4       | Jakub Przygoński | +8:49 min. |
| 22      | Jacek Czachor    | +2:04:12 godz. |
| –       | Marek Dąbrowski  | Marek Dąbrowski otrzymał taryfę 8 minut i 30 sekund ale doliczono mu 5 godzin kary. Spadł na 33. miejsce w klasyfikacji ogólnej rajdu. |

#### Samochody
| Miejsce | Kierowca / pilot               | Czas          |
| ------- | ------------------------------ | ------------- |
| 1       | Jerome Pelichet Eugenie Decre  | 5:10:45 godz. |
| 2       | Roberto Tonetti Nicola Tonetti | +8:57 min.    |
| 3       | Ahmed el-Shamy Karim Elhamawy  | +41:44 min.   |

### Etap 6:Sitra–Baharija434 km (OS → 287 km)[9][10]

#### Motocykle
| Miejsce | Motocyklista     | Czas          |
| ------- | ---------------- | ------------- |
| 1       | Cyril Despres    | 3:14:05 godz. |
| 2       | Jakub Przygoński | +5:55 min.    |
| 3       | Paolo Ceci       | +7:49 min.    |
| ...     | ...              | ...           |
| 5       | Jacek Czachor    | +11:54 min.   |
| 13      | Marek Dąbrowski  | +38:36 min.   |

#### Samochody
| Miejsce | Kierowca / pilot                    | Czas          |
| ------- | ----------------------------------- | ------------- |
| 1       | Jerome Pelichet Eugenie Decre       | 3:23:30 godz. |
| 2       | Roberto Tonetti Nicola Tonetti      | +29:40 min.   |
| 3       | Abdelhamid Abouyoussef Aly Mahamoud | +29:42 min.   |

### Etap 7:Baharija−Kair- 399 km (OS →?)[11]

#### Motocykle
| Miejsce | Motocyklista     | Czas          |
| ------- | ---------------- | ------------- |
| 1       | Luca Manca       | 3:18:57 godz. |
| 2       | Francisco Lopez  | +45 sek.      |
| 3       | Jakub Przygoński | +3:38 min.    |
| ...     | ...              | ...           |
| 9       | Jacek Czachor    | +24:08 min.   |
| 11      | Marek Dąbrowski  | +35:08 min.   |

#### Samochody
| Miejsce | Kierowca / pilot                              | Czas          |
| ------- | --------------------------------------------- | ------------- |
| 1       | Abdel Abouyoussef Wahid Ali Mahamoud          | 3:45:37 godz. |
| 2       | Jerome Pelichet Eugenie Decre                 | +2:06 min.    |
| 3       | Dario De Lorenzo Aldo De Lorenzo Aly Mahamoud | +10:26 min.   |

### Klasyfikacje generalne po rajdzie[12]

#### Motocykle
| Miejsce | Motocyklista     | Czas            |
| ------- | ---------------- | --------------- |
| 1       | Cyril Despres    | ?               |
| 2       | Luca Manca       | +6:40 min.      |
| 3       | Jakub Przygoński | +21:11 min.     |
| ...     | ...              | ...             |
| 9       | Jacek Czachor    | +3:18:25 godz.  |
| 25      | Marek Dąbrowski  | +12:03:35 godz. |

#### Samochody
| Miejsce | Kierowca / pilot               | Czas           |
| ------- | ------------------------------ | -------------- |
| 1       | Jerome Pelichet Eugenie Decre  | ?              |
| 2       | Roberto Tonetti Nicola Tonetti | +16:04 min.    |
| 3       | Michel Visy Philippe Bourquin  | +5:01:20 godz. |